# Thalys
Thalys je mreža vlakova velike brzine, koja je sagrađena oko linije velike brzine između Pariza i Bruxellesa. Ta linija dijeli se s vlakovima Eurostar koji voze od Pariza ili Bruxellesa za London preko Lillea i "Channel Tunnel Rail Link" i s francuskim domaćim vlakovima TGV. Sustav se koristi dvama modelima vlakova, PBA i PBKA, a oba pripadaju obitelji vlakova TGV iako nisu identični s matičnim garniturama TGV-a.
Osim u Bruxelles vlakovi Thalys voze i u gradove kao što su Antwerpen, Haag, Rotterdam, Amsterdam, Liège, Aachen i Köln. Vlakovi za taj smjer voze djelomično na posebnim linijama visokih brzina (neke su još u izgradnji) i djelomično na starijim linijama, pri čemu ih dijele s vlakovima normalne brzine. Planovi za nastavak iza Kölna na Frankfurt morali su biti napušteni zato što je snaga koju vlakovi generiraju pri korištenju pod naponom od 15 kV nedovoljna za operaciju na Köln-Frankfurt liniji velike brzine.

## Brzina
Najviša brzina na posebnoj željezničkoj liniji za velike brzine je 300 km/h. Zbog toga ovaj vlak skoro zadire u područje vlakova vrlo velike brzine.

## Vanjske poveznice
Službena internet stranica